# 呂訴上
呂訴上（1915年7月30日—1970年），台灣戲劇學家。

## 簡歷
呂訴上出生於彰化縣溪州鄉，其父呂深圳喜愛戲劇，除經營劇院外，並組織歌仔戲班「賽牡丹俱樂團」。1928年自溪州公學校畢業後，開始鑽研戲劇。
1930年，呂訴上擔任劇團編導。中學畢業後，在彰化組織「銀華映畫社」，引進中國國片巡迴放映，自己兼做電影辯士。16歲時為賽牡丹歌仔戲班編寫的改良劇《情海風波》在彰化公演，他親自擔任導演及男主角，獲得觀眾不錯的反應。
1934年，呂訴上赴日本本土留學，就讀早稻田大學政治經濟系，但不久即中輟回台。1936年，他再度赴日，就讀於東京寫真學校，除學習攝影外，並加入劇團學習腹語與化妝。同年從東京寫真學校畢業。
1937年至1939年，呂訴上自組「台灣銀華新劇團」，赴台灣各地巡迴公演皇民化運動新劇。1940年，他第三度赴日求學，先後就讀日本大學電影科、東京新聞學院、日本大學藝術科、東京市商工經營指導員養成所，獲得日本國家考試演技合格證書。
1942年呂訴上返台，在日籍師友推薦下，受聘於「臺灣演劇協會」，負責文藝監察與演出指導。當時大日本帝國政府在台灣推行皇民化運動，呂訴上因職務之故，也編寫了一些皇民化劇本。但在這段期間，他曾經成功勸阻台灣總督府禁止傀儡戲演出，並親自指導傀儡戲班。
二戰結束後，呂訴上於1946年任高雄市警察局科員，其後調任台北市警察局督察、台中縣警察局大甲區第一日警察所所長、台中市警察局局長等職務。
1947年，呂訴上與張秀光等人發起成立「台北市電影戲劇促進會」，呂訴上擔任第一任理事長。1948年，呂訴上成立「銀華影業社」，與英屬香港合作開拍古裝電影《陳杏元思釵》。1949年促進會解散，繼續奔走籌設「歌仔戲協進會」。1950年在各界討論歌仔戲存廢問題時，力主保存改良，並籌設「歌仔戲協進會」。1951年，編寫《女匪幹》、《還我自由》、《延平王復國》、《鑑湖女俠》等時代劇。1958年，成立「銀華影業社」，曾出版《臺灣電影戲劇史》等著作。
1970年2月24日，呂訴上因腦溢血逝世，享年55歲。他的代表作《臺灣電影戲劇史》，內容涵蓋臺灣近代電影、廣播劇、歌仔戲、新劇、布袋戲、傀儡戲、南管戲、平劇……等戲劇藝術的源流與演變，迄今仍為台灣戲劇史研究的重要參考文獻；惟該書內容錯誤不少，是較為可惜之處。
呂訴上獨子呂憲光，1946年1月1日出生，曾任台語電影演員、光啟文教視聽節目服務社導播、中國電視公司導播組歌仔戲與布袋戲導播兼綜藝節目《藍天白雲》戲劇專集顧問，24歲時進入中視導播組，在歌仔戲領域曾與許秀年、小明明、葉青、柳青、王金櫻等演員合作。